# Filosofisch College Leuven

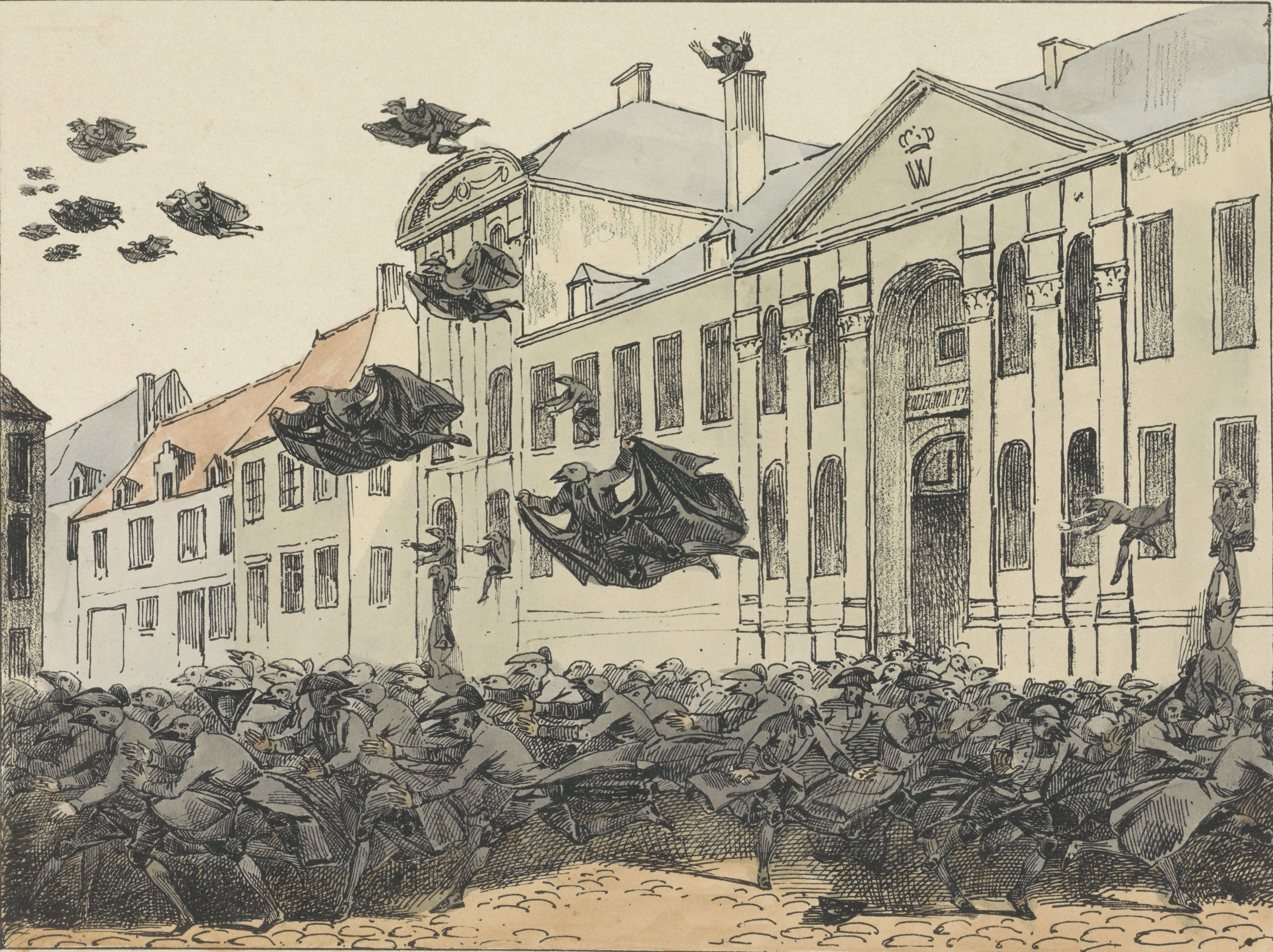
Spotprent uit 1829: na het facultatief maken verlaten de seminaristen het college als zwarte raven

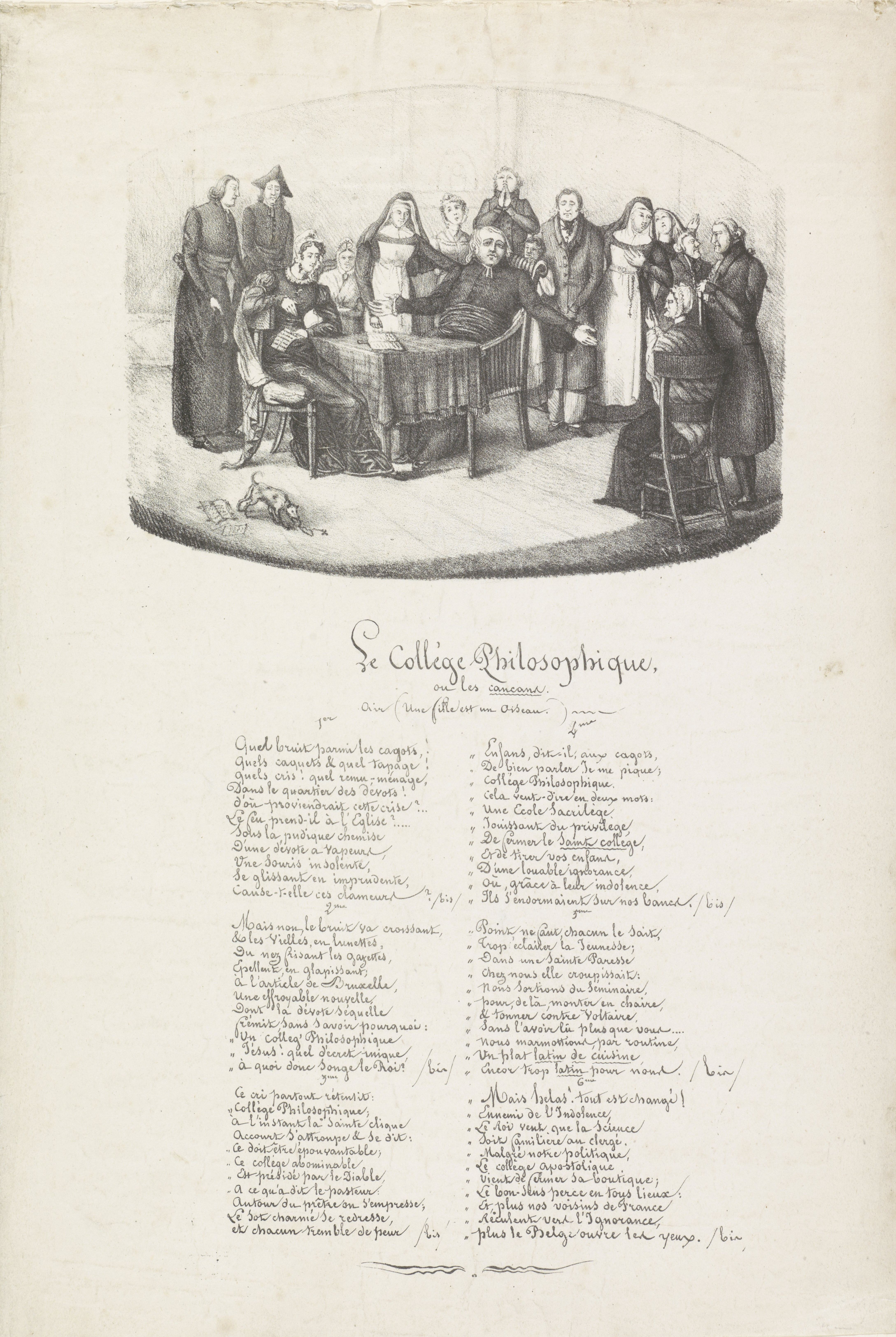
Spotprent op de oprichting van het "Collegium Philosophicum" te Leuven. Centraal zit de aartsbisschop van Mechelen, Franciscus Antonius de Méan de Beaurieux omringd door devote mannen en vrouwen (1825)

Het Filosofisch College (Latijn: Collegium Philosophicum) was een opleidingscentrum voor kandidaat-priesters binnen de Rijksuniversiteit Leuven, dat actief was van 1825 tot 1830.

## Oprichting
Onmiddellijk na het ontstaan van het Verenigd Koninkrijk der Nederlanden begon de strijd tussen koning Willem I en zijn medewerkers met de Zuid-Nederlandse bisschoppen en woordvoerders van de Rooms-Katholieke Kerk. De protestantse Willem had ideeën over een universeel christendom geleid door de staat, waarbij de clerus, van welke kerkelijke obediëntie ook, onder staatscontrole zou komen. Hij bleef hierbij in dezelfde geest werken als de verlichte vorsten van het ancien régime, zoals onder meer keizer Jozef II en ook Napoleon I. 
Hij gaf er zich al snel rekenschap van dat hij dit niet kon verwezenlijken met een ultramontaanse katholieke hiërarchie en clerus die heel andere ideeën waren toegedaan. Dat moest van onderuit worden aangepakt oordeelde hij en men moest kandidaat-priesters opleiden in een 'verlichte' geest. Daarom stichtte hij in 1825 een Filosofisch College, een nieuw staatsseminarie. Het kreeg huisvesting in het Pauscollege, binnen de Rijksuniversiteit in Leuven.

## Einde
In 1827 werd een Concordaat getekend tussen het Verenigd Koninkrijk der Nederlanden en de Katholieke Kerk. Hierin werd het volgen van de lessen aan het Filosofisch College voor kandidaat-priesters facultatief. Het betekende dat de bisdommen opnieuw hun eigen seminarie mochten in werking stellen en het Filosofisch College letterlijk leeg liep.
Het failliet van deze poging tot door de staat gecontroleerde opleiding van katholieke priesters werd uiteindelijk vastgesteld en in juni 1830 werd het Filosofisch College opgeheven. Deze beslissing kwam er in een periode dat de hevigheid van de oppositie tegen de politiek van Willem I steeds groter werd. Ze kwam echter te laat om nog veel invloed te hebben op de opinie in de Zuidelijke Nederlanden.